# Now I Know What Made Otis Blue
Now I Know What Made Otis Blue is een nummer van de Britse zanger Paul Young uit 1993. Het is de eerste single van zijn vijfde studioalbum The Crossing.
"Now I Know What Made Otis Blue" is een rustig popliedje met soulinvloeden. Het nummer werd een bescheiden hit in een aantal Europese landen. Zo bereikte het in Youngs thuisland het Verenigd Koninkrijk de 14e positie. In Nederland werd de Top 40 of Tipparade niet gehaald, wel bereikte het de 36e positie in de Mega Top 50 van 3FM.

## Tracklijst
- Cd-single

1. "Now I Know What Made Otis Blue" - 3:56
2. "Oh Girl" - 3:32
3. Softly Whispering I Love You" - 3:43